# Yumi Murayama
Yumi Murayama (jap. 村山 祐美, Murayama Yumi; * 22. Oktober 1988) ist eine japanische Badmintonspielerin. 

## Karriere
Yumi Murayama belegte bei den Maldives International 2011 und den Polish Open 2013 Rang zwei im Damendoppel. Bei den French International 2014 wurde sie in der gleichen Disziplin Dritte. Alle drei Podestplatzierungen errang sie gemeinsam mit Yuki Anai.